# Rendez-vous à Paris (film, 1947)
Pour les articles homonymes, voir Rendez-vous à Paris.
Pour plus de détails, voir Fiche technique et Distribution.
Rendez-vous à Paris est un film français de Gilles Grangier sorti en 1947.

## Synopsis
Lors d'une croisière, un bijou est volé à une cantatrice. Un homme démasque le voleur puis débarque à Lisbonne,.

## Fiche technique
- Scénario : Michel Duran
- Réalisation : Gilles Grangier
- Direction artistique : Roland Quignon
- Photographie : Armand Thirard
- Montage : Andrée Danis
- Son : Joseph de Bretagne
- Musique : Jean Marion
- Production : André Hunebelle
- Société de production :  Production Artistique et Cinématographique
- Pays :  France
- Format :  Son mono - Noir et blanc - 35 mm  - 1,37:1
- Genre : Comédie dramatique
- Durée : 95 minutes
- Date de sortie : 
  - France - 12 mars 1947

## Distribution
- Annie Ducaux : Catherine Laurence
- Claude Dauphin : Michel Trévines
- Marguerite Moreno : Honorine Leclercq
- Jean Tissier : Ménil
- Jean Debucourt : Raymond Aubour
- Daniel Lecourtois : le commissaire
- Jacques Berlioz : Van Coolart
- Gabrielle Robinne : Lady Mermor
- Marcel Vallée : Raoul Bedeau
- Robert Balpo : Moussinot
- Jacqueline Carrel : Mme Gomès
- André Chanu : Me Villerose
- Marcel Charvey : Canet
- Eddy Debray : le commandant
- Paul Faivre : M. Dumas
- Jacques Sommet : le steward
- Odette Talazac : Mme Gomès
- André Wasley : Martinez
- Jean Barrère
- Simone Gerbier